# رولينغ هيلس إستاتيس (كاليفورنيا)
رولينغ هيلس إستاتيس (بالإنجليزية: Rolling Hills Estates)‏ هي إحدى مدن مقاطعة لوس أنجليس، كاليفورنيا. تم إعطاءها لقب مدينة في 18 سبتمبر، 1957.

## التركيبة السكانية
حدّد مكتب تعداد الولايات المتحدة بيانات التركيبة السكانية لرولينغ هيلس إستاتيس في تعداد الولايات المتحدة. في ما يلي، التركيبة السكانية حسب تعدادي 2000 و2010.

### تعداد عام 2000
بلغ عدد سكان رولينغ هيلس إستاتيس 7,676 نسمة بحسب تعداد عام 2000، وبلغ عدد الأسر 2,806 أسرة وعدد العائلات 2,334 عائلة مقيمة في المدينة. في حين سجلت الكثافة السكانية 815.7 نسمة لكل كيلومتر مربع (2,112.7/ميل2). وبلغ عدد الوحدات السكنية 2,880 وحدة بمتوسط كثافة قدره 306.1 لكل كيلومتر مربع (792.8/ميل2).
وتوزع التركيب العرقي للمدينة بنسبة 73.91% من البيض و1.16% من الأمريكيين الأفارقة و0.33% من الأمريكيين الأصليين و20.28% من الأمريكيين ذوي الأصول الآسيوية و0.08% من سكان جزر المحيط الهادئ و0.99% من الأعراق الأخرى و3.26% من عرقين مختلطين أو أكثر و4.77% من الهسبانيون أو اللاتينيون من أي عرق.
بلغ عدد الأسر 2,806 أسرة كانت نسبة 35.6% منها لديها أطفال تحت سن الثامنة عشر تعيش معهم، وبلغت نسبة الأزواج القاطنين مع بعضهم البعض 74.6% من أصل المجموع الكلي للأسر، ونسبة 6% من الأسر كان لديها معيلات من الإناث دون وجود شريك، بينما كانت نسبة 2.6% من الأسر لديها معيلون من الذكور دون وجود شريكة وكانت نسبة 16.8% من غير العائلات. تألفت نسبة 15% من أصل جميع الأسر من عدة أفراد يعيشون في نفس المنزل ونسبة 7.9% كانت تتألف من شخص يعيش بمفرده يبلغ من العمر 65 عاماً أو أكثر. وبلغ متوسط حجم الأسرة المعيشية 2.73، أما متوسط حجم العائلات فبلغ 3.02.
بلغ العمر الوسطي للسكان 44.9 عاماً. وكانت نسبة 24.3% من القاطنين تحت سن الثامنة عشر، وكانت نسبة 4.7% بين الثامنة عشر والرابعة والعشرين عاماً، ونسبة 21.2% كانت واقعةً في الفئة العمرية ما بين الخامسة والعشرين والرابعة والأربعين عاماً، ونسبة 30.9% كانت ما بين الخامسة والأربعين والرابعة والستين، ونسبة 18.8% كانت ضمن فئة الخامسة والستين عاماً فما فوق. يوجد لكل 100 أنثى 94.6 ذكر، ويوجد لكل 100 أنثى في الثامنة عشر من عمرها فما فوق 91.6 ذكر.
بلغ متوسط دخل الأسرة في المدينة 109,010 دولارًا، أما متوسط دخل العائلة فبلغ 119,974 دولارًا. وكان متوسط دخل الذكور 100,001 دولارًا مقابل 52,295 دولارًا للإناث. وسجل دخل الفرد الخاص بالمدينة 51,849 دولارًا. وكانت نسبة 1.1% من العائلات ونسبة 1.7% من السكان تحت خط الفقر، وكان من هؤلاء نسبة 3.4% تحت سن الثامنة عشر ونسبة 0% في الخامسة والستين من العمر وما فوق.

### تعداد عام 2010
بلغ عدد سكان رولينغ هيلس إستاتيس 8,067 نسمة بحسب تعداد عام 2010، وبلغ عدد الأسر 2,965 أسرة وعدد العائلات 2,375 عائلة مقيمة في المدينة. في حين سجلت الكثافة السكانية 857.3 نسمة لكل كيلومتر مربع (2,220.4/ميل2). وبلغ عدد الوحدات السكنية 3,100 وحدة بمتوسط كثافة قدره 329.4 لكل كيلومتر مربع (853.1/ميل2).
وتوزع التركيب العرقي للمدينة بنسبة 67.72% من البيض و1.35% من الأمريكيين الأفارقة و0.24% من الأمريكيين الأصليين و24.88% من الأمريكيين ذوي الأصول الآسيوية و0.10% من سكان جزر المحيط الهادئ و1.49% من الأعراق الأخرى و4.23% من عرقين مختلطين أو أكثر و6.19% من الهسبانيون أو اللاتينيون من أي عرق.
بلغ عدد الأسر 2,965 أسرة كانت نسبة 34.5% منها لديها أطفال تحت سن الثامنة عشر تعيش معهم، وبلغت نسبة الأزواج القاطنين مع بعضهم البعض 70.8% من أصل المجموع الكلي للأسر، ونسبة 6.5% من الأسر كان لديها معيلات من الإناث دون وجود شريك، بينما كانت نسبة 2.8% من الأسر لديها معيلون من الذكور دون وجود شريكة وكانت نسبة 19.9% من غير العائلات. تألفت نسبة 17.3% من أصل جميع الأسر من عدة أفراد يعيشون في نفس المنزل ونسبة 11.9% كانت تتألف من شخص يعيش بمفرده يبلغ من العمر 65 عاماً أو أكثر. وبلغ متوسط حجم الأسرة المعيشية 2.72، أما متوسط حجم العائلات فبلغ 3.07.
بلغ العمر الوسطي للسكان 48.5 عاماً. وكانت نسبة 23.4% من القاطنين تحت سن الثامنة عشر، وكانت نسبة 5.2% بين الثامنة عشر والرابعة والعشرين عاماً، ونسبة 15% كانت واقعةً في الفئة العمرية ما بين الخامسة والعشرين والرابعة والأربعين عاماً، ونسبة 33.2% كانت ما بين الخامسة والأربعين والرابعة والستين، ونسبة 23.2% كانت ضمن فئة الخامسة والستين عاماً فما فوق. وتوزع التركيب الجنسي للسكان بنسبة 48.2% ذكور و51.8% إناث.